# Star Trek: The Motion Picture
Star Trek: The Motion Picture is een Amerikaanse film uit 1979 van regisseur Robert Wise. Het is de eerste film in de reeks van films gebaseerd op de serie Star Trek.

## Verhaal
In 2273 wordt het Klingonrijk binnengevallen door een buitenaardse macht, verhuld in een gigantische energiewolk met een diameter van meer dan 10 miljard kilometer. Deze vernietigt drie Klingonschepen en Epsilon 9, een buitenpost van de Federatie. De wolk lijkt op weg naar de Aarde te zijn. De USS Enterprise NCC-1701 wordt er op uitgestuurd om het fenomeen te onderzoeken.
Admiraal James T. Kirk neemt hiervoor als kapitein het commando over van de nieuwe Enterprisekapitein Willard Decker. Deze wordt in rang teruggezet tot commander, wat tot de nodige frictie tussen de twee leidt. Ook de oude bemanningsleden van Kirk komen terug aan boord. Nadat de wetenschapsofficier bij een ongeluk met de transporter sterft, wordt koers gezet naar de energiewolk. Onderweg worden ze ingehaald door een federatieschip, waarin commander Spock blijkt te zitten, die zich aansluit bij de bemanning van de Enterprise als vervanging van de gestorven officier. Hierdoor is de oude Enterprisebemanning weer compleet.
Aangekomen bij de energiewolk wordt de Enterprise meteen aangevallen. Deze eerste aanval wordt overleefd en men zet koers naar het midden van de wolk, waarin een ruimteschip wordt vermoed. Er wordt inderdaad een groot ruimteschip gevonden, maar voordat dit nader kan worden onderzocht verschijnt er een onderzoekssonde op de brug van de Enterprise, die navigator lt. Ilia ontvoert en vervangt door een androïde robot. De robot vertelt dat hij gezonden is door V'ger om de mensen te bestuderen. Ondertussen maakt Spock een ruimtewandeling om het ruimteschip te onderzoeken. Hij ontdekt dat dit schip V'ger zelf is: een levende machine.
Uiteindelijk blijkt V'ger een Aards ruimteverkenningstoestel uit het Voyagerprogramma te zijn, namelijk de Voyager 6. Deze werd beschadigd opgepikt door een buitenaards ras van levende machines. De buitenaardsen dachten dat het een eenvoudiger versie van henzelf was, en besloten het de macht te geven om de originele programmering letterlijk uit te voeren: alles onderzoeken en dan terugkeren naar de Aarde.

## Rolbezetting
| Acteur            | Personage                     |
| ----------------- | ----------------------------- |
| William Shatner   | Kapitein James T. Kirk        |
| Leonard Nimoy     | Mr. Spock                     |
| DeForest Kelley   | Dr. Leonard McCoy             |
| James Doohan      | Commander Montgomery Scott    |
| George Takei      | Lt. commander Hikaru Sulu     |
| Nichelle Nichols  | Lt. commander Nyota Uhura     |
| Walter Koenig     | Lt. Pavel Chekov              |
| Majel Barrett     | Dr. Christine Chapel          |
| Persis Khambatta  | Lt. Ilia                      |
| Stephen Collins   | Commander Willard Decker      |
| Grace Lee Whitney | Transporter chief Janice Rand |
| Mark Lenard       | Klingon kapitein              |

## Achtergrond

### Oorsprong
Vanwege de grote populariteit van Star Trek: The Original Series begin jaren 70 werden er pogingen gedaan om de franchise nieuw leven in te blazen. Er werden al verschillende pogingen ondernomen tot een StarTrekfilm, waaronder "The God Thing" van Gene Roddenberry en "The Planet of the Titans."
"The Planet of the Titans" werd bijna geproduceerd als de eerste Star Trekfilm. Het script ging over een nieuwe crew voor de Enterprise die het schip Da Vinci moest redden van een ramp. Bij deze actie zouden het schip en de jaren geleden verdwenen James T. Kirk naar het verleden worden gezogen via een zwart gat, en in het verleden de Titanen uit de Griekse mythologie worden. De plannen werden verworpen in 1976.
In 1977 kwamen de plannen voor een tweede televisieserie getiteld Star Trek: Phase II. Paramount begon te werken aan scripts voor de serie waaronder een twee uur durende pilotaflevering getiteld "In Thy Image". Maar nog voor de productie van deze serie van de grond kwam, kwam Michael Eisner (toenmalig hoofd van Paramount) met het idee om het script van de pilot te gebruiken voor een Star Trekfilm. De serie werd verworpen en Paramount begon zich voor te bereiden op de film.
Tegen het einde van 1977 werd de film Star Wars een grote hit, en begon Paramount officieel met de preproductie van de film. Ze wilden van de film geen space opera maken zoals Star Wars, maar iets in de stijl van de film 2001: A Space Odyssey.

### Productie
De film werd geregisseerd door Robert Wise. Hij verving daarmee Phase II pilotdirector Bob Collins.
De special effects voor de film waren een van de grootste productieproblemen. Halverwege de productie werd besloten dat het bedrijf dat eigenlijk aan de effecten werkte, Robert Abel and Associates, niet in staat was de grote scènes te produceren. In maart 1979 bood Paramount Douglas Trumbull's effectbedrijf Future General aan mee te werken aan de film.
De gehele scène van Spock die alleen V’Ger betreedt, werd op het laatste moment gefilmd (in juni 1979) door Douglas Trumbull. Volgens het originele script zouden Spock en Kirk samen V’Gers geheugenkern betreden.
Deze film was de eerste waarin de Klingon hun bekende voorhoofden hadden in plaats van snorren en gehaakte wenkbrauwen. Deze verandering bracht enige kritiek met zich mee. Pas jaren later, in de serie Star Trek: Enterprise, werd een verklaring voor deze plotselinge verandering in het uiterlijk van Klingons gegeven.
Veel van de opnameapparatuur voor de geluidseffecten van de film waren het meest geavanceerde wat er destijds bestond.

### Reacties
Star Trek: The Motion Picture bracht $82.258.456 op in de VS, en $139.000.000 wereldwijd. Hoewel hij veel opbracht, werd de totale opbrengst gezien als een teleurstelling, vooral daar het budget voor de productie $46.000.000 besloeg.
De film werd door critici gezien als saai. Veel van de tijd werd opgebruikt voor scènes waarin er van het ruimtestation naar de Enterprise gevlogen wordt. Volgens Robert Wise kwam de film traag over omdat veel special effects op het laatste moment waren gefilmd, en niet goed in de film gemonteerd.
Time gaf de film een slechte beoordeling. Een review van de BBC uit 2001 noemde de film een flop.

## Prijzen/nominaties
De film werd genomineerd voor drie Academy Awards. Namelijk Beste effecten, Beste muziek en Beste decors.

## Trivia
- De reden dat deze eerste Star Trekbioscoopfilm zo'n hoog budget had (na inflatiecorrectie is dit de duurste van alle Star Trekfilms) komt doordat hier alle voorbereidende kosten vanaf 1975 bij zijn opgeteld, waaronder ook die voor de nooit gerealiseerde televisieserie Star Trek: Phase II.
- De intromuziek van de film werd later ook gebruikt in de televisieserie Star Trek: The Next Generation
- Dit was de eerste film die werd gepromoot met een McDonald's Happy Meal.